# Halabja
Halabja (Koerdisch: هه‌ڵه‌بجه, Helebce; Arabisch: حلبجة, Ḥalabǧa) is een stad in het Koerdische deel van Irak, in de Koerdische Autonome Regio, ongeveer 225 km ten noordoosten van Bagdad en zo'n 10–15 km van de Iraanse grens. De stad telt zo'n 80.000 inwoners, voornamelijk Koerden.
De stad was vooral bekend vanwege de gifgasaanval op Halabja van 16 maart 1988, waarbij 5000 mensen om het leven kwamen. Deze aanval was onderdeel van de anti-Koerdische terreurcampagne van Saddam Hoessein, beter bekend als de Al-Anfaloperatie. De Nederlandse zakenman Frans van Anraat leverde voor deze aanval met mosterdgas de grondstoffen en werd op 9 mei 2007 door het gerechtshof in Den Haag veroordeeld tot zeventien jaar gevangenisstraf voor zijn medeplichtigheid aan oorlogsmisdaden. In 2015 werd hij vrijgelaten. Hij moest 25.000 euro schadevergoeding aan elk van 16 slachtoffers/eisers van de gifgasaanvallen in Irak en Iran betalen. Voor een van de eisers was de termijn verjaard.
Op 12 november 2017 vond een aardbeving plaats met het epicentrum 32 kilometer ten zuidwesten van Halabja met een kracht van 7.3 op de schaal van Richter.